# Schönewalde
Schönewalde är en småstad och stadskommun i östra Tyskland, belägen i Landkreis Elbe-Elster i södra delen av förbundslandet Brandenburg, omkring 90 km söder om Berlin. Staden ombildades den 31 december 2001 genom en sammanslagning av Schönewalde, Heideeck, Themesgrund och  Wildberg i staden Schönewalde.

## Näringsliv
Stadens viktigaste arbetsgivare är Bundeswehr, som vid Fliegerhorst Holzdorf har en flygflottilj och flygövervakningscentral.  Staden har även en betongfabrik. Övrigt näringsliv i området är huvudsakligen inriktat på jord- och skogsbruk samt detaljhandel.